# Harold Fox
Harold Fox (Hyattsville, 29 agosto 1949) è un ex cestista statunitense, professionista nella NBA.

## Carriera
Venne selezionato dai Buffalo Braves al secondo giro del Draft NBA 1972 (15ª scelta assoluta).